# Anthracothorax dominicus
Anthracothorax dominicus là một loài chim trong họ Trochilidae.

## Hình ảnh

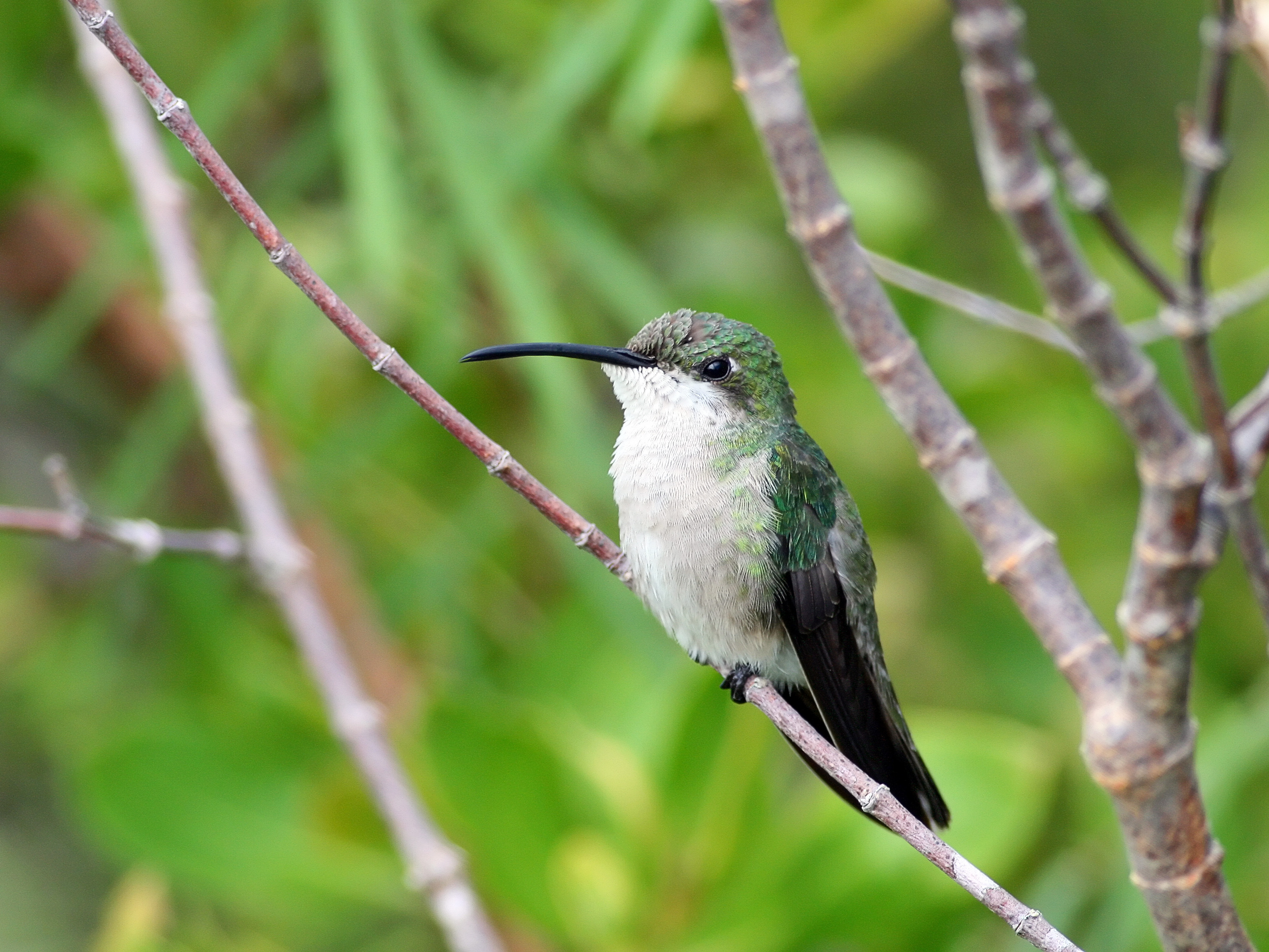